# 广东省东莞市中级人民法院
东莞市中级人民法院是中华人民共和国广东省东莞市的中级人民法院，位于东莞市莞城街道东城西路187号。前身为广东省东莞市人民法院、广东省东莞县人民法院。

## 沿革
1950年，广东省东莞县人民法院成立。
1986年，经惠阳地区机构编制委员会同意，广东省东莞市人民法院成立。
1988年3月，随县级东莞市升格为地级东莞市，东莞市中级人民法院成立。

## 职责
广东省东莞市中级人民法院的职责是：
1. 审判法律规定、省高级人民法院指定由市中级法院管辖的和其认为应当由自己审判的刑事、民事、行政等第一审案件。
2. 审判法律规定由市中级法院审判的刑事、民事、行政等第二审案件。
3. 审查处理不服本院和基层人民法院判决、裁定的各类申诉和申请再审案件。
4. 审判由人民检察院按照审判监督程序提出的抗诉案件。
5. 对基层法院管辖不明的案件等指定管辖。
6. 监督和指导基层人民法院的审判工作。
7. 依法行使司法执行权和司法决定权。
8. 依法决定国家赔偿。
9. 协调本市法院与外省、市法院之间有关的民事、行政审判和执行工作。
10. 对广东省高级人民法院或市人大布置的法律、法规、规则的研究、修改提出意见，批复基层人民法院有关适用政策法律的请示。
11. 指导基层人民法院思想政治、教育培训工作；协助市委抓好人民法院党的建设、领导班子建设和队伍建设；按照权限管理法官、书记员、司法警察及司法行政人员，协同主管部门管理基层人民法院的机构设置、人员编制工作，管理全市法院系统直属事业单位有关社团机构。
12. 负责全市法院系统的监察工作。
13. 指导全市审判法庭和人民法庭建设。
14. 结合审判工作，宣传法制，教育公民自觉遵守宪法、法律和社会公德。
15. 承办上级人民法院和市人大常委会交办的其他事项。

## 机构设置
广东省东莞市中级人民法院设置以下机构：
- 审判委员会
- 市纪委监委驻市中级人民法院纪检监察组

### 审判机构
- 立案庭
- 刑事审判第一庭
- 刑事审判第二庭
- 民事审判第二庭
- 民事审判第三庭
- 民事审判第四庭
- 民事审判第五庭
- 行政审判庭
- 审判监督庭
- 执行局

### 综合机构
- 政治处
- 机关党委办公室
- 监察室
- 督查室
- 办公室
- 研究室
- 审判管理办公室
- 信息化建设办公室
- 行政装备科

### 直属行政单位
- 广东省东莞市中级人民法院司法警察支队

### 直属事业单位
- 东莞市中级人民法院机关服务中心

## 历任领导

### 院长、党组书记

#### 东莞县（市）人民法院时期
- 赵督生（1950年6月 - 1951年8月）
- 古天佑（1953年9月 - 1954年12月）
- 张焕熙（1954年12月 - 1955年8月）
- 陈苏妹（1955年8月 - 1957年8月）
- 王贵卿（1957年8月- 1959年6月）
- 陈友（1959年6月 - 1960年8月）
- 郭奖贤（1960年8月 - 1970年1月）
- 陈树华（1977年4月 - 1988年6月）

#### 广东省东莞市中级人民法院时期
- 陈树华（1988年6月 - 1988年11月）
- 邓安民（1989年3月 - 1994年9月）
- 李添俦（1994年9月 - 1999年3月）
- 陈国辉（1999年3月 - 2005年3月）
- 何碧霞（2005年3月 - 2011年12月）
- 杨宗仁（2012年1月 - 2015年1月）
- 王海清（2015年1月 - 2017年4月）
- 陈强（2017年9月 - 2021年2月）
- 陈友强（2021年2月 - 2023年9月）
- 陈小飞（2023年12月 - ）

## 对应基层法院
东莞市中级人民法院下辖3个基层人民法院。分别是：
- 东莞市第一人民法院
- 东莞市第二人民法院
- 东莞市第三人民法院